# Jalil Brown
Jalil Brown (Phoenix, 14 ottobre 1987) è un giocatore di football americano statunitense che gioca nel ruolo di cornerback per gli Indianapolis Colts della National Football League (NFL). Fu scelto nel corso del quarto giro (118º assoluto) del Draft NFL 2011 dai Kansas City Chiefs. Al college ha giocato a football all'Università del Colorado.

## Carriera professionistica

### Kansas City Chiefs
Brown fu scelto dai Kansas City Chiefs nel corso del quarto giro del Draft 2011. Nella sua stagione da rookie giocò sporadicamente, mettendo a segno 8 tackle e recuperando un fumble contro i New York Jets. La prima gara come titolare, Brown la disputò nella settimana 12 della settimana 12 contro i Denver Broncos in cui mise a segno 5 tackle. La sua seconda stagione terminò con 15 presenze (2 come titolare) con 25 tackle, 2 passaggi deviati e un fumble forzato contro i San Diego Chargers nella settimana 11.

### Indianapolis Colts
Il 22 ottobre 2013, Brown firmò con gli Indianapolis Colts, con cui rimase per le annate successive, tranne due brevi parentesi ai Miami Dolphins.

## Statistiche
| Partite totali      | 29  |
| Partite da titolare | 2   |
| Tackle              | 33  |
| Sack                | 0,0 |
| Intercetti          | 0   |

Statistiche aggiornate alla stagione 2012